# Liste der Kulturgüter in Staffelbach
Die Liste der Kulturgüter in Staffelbach enthält alle Objekte in der Gemeinde Staffelbach im Kanton Aargau, die gemäss der Haager Konvention zum Schutz von Kulturgut bei bewaffneten Konflikten, dem Bundesgesetz vom 20. Juni 2014 über den Schutz der Kulturgüter bei bewaffneten Konflikten sowie der Verordnung vom 29. Oktober 2014 über den Schutz der Kulturgüter bei bewaffneten Konflikten unter Schutz stehen.
Objekte der Kategorien A und B sind vollständig in der Liste enthalten, Objekte der Kategorie C fehlen zurzeit (Stand: 1. Januar 2023). Unter übrige Baudenkmäler sind weitere geschützte Objekte zu finden, die in der Bau- und Nutzungsordnung der Gemeinde verzeichnet und nicht bereits in der Liste der Kulturgüter enthalten sind.

## Kulturgüter
| Foto |                                                                  | Objekt                                | Kat. | Typ | Standort                                       | Beschreibung |
| ---- | ---------------------------------------------------------------- | ------------------------------------- | ---- | --- | ---------------------------------------------- | --- |
| BW   | Datei hochladen · Wikidata zu Bauernhaus Möösli (Q115958670)     | Bauernhaus Möösli KGS-Nr.: 16895      | A    | G   | Mühleweg 22 645919 / 236944                    | Vermutlich im 17. Jahrhundert erbautes, ehemals strohgedecktes Bauernhaus am Mühleweg 22, erstaunlich gut erhaltener Bohlenständerbau mit steinernem Stock und intakter Hochstudkonstruktion. |
| BW   | Datei hochladen · Wikidata zu Haus (Q106003746)                  | Haus KGS-Nr.: 15788                   | B    | G   | Wittwil, Bottenwilerstrasse 9 645299 / 237861  | 1783 erbautes Schulgebäude. Schlichter, symmetrisch gegliederter Putzbau unter Gerschilddach.                                                                                                 |
| BW   | Datei hochladen · Wikidata zu Speicher (Q29580821)               | Speicher KGS-Nr.: 15789               | B    | G   | Wittwil, Dorfstrasse 29.2 645527 / 237834      | 1562 erbauter Getreidespeicher in Blockbauweise unter Krüppelwalmdach mit gemauertem Kellergeschoss.                                                                                          |
| ja   | Datei hochladen · Wikidata zu Haus (Q106000884)                  | Haus KGS-Nr.: 15790                   | B    | G   | Wittwil, Bottenwilerstrasse 24 645292 / 237893 | 1732 erbautes bäuerliches Wohnhaus. Gemauertes Erdgeschoss, darüber verputztes Riegelwerk unter weit vorkragendem Krüppelwalmdach.                                                            |
| BW   | Datei hochladen · Wikidata zu Haus (Q29580807)                   | Haus KGS-Nr.: 15791                   | B    | G   | Wittwil, Dorfstrasse 38 645492 / 237881        | 1782 erbautes bäuerliches Wohnhaus. Mauerbau unter Gerschilddach mit offener Giebelkonstruktion und Stichbogenfenstern.                                                                       |
| ja   | Datei hochladen · Wikidata zu Ehemalige Mühle (Q29580800)        | Ehemalige Mühle KGS-Nr.: 15792        | B    | G   | Mühleweg 26 646035 / 236630                    | 1677 erbaute Mühle, 1972 nach Brand wieder aufgebaut. |
| BW   | Datei hochladen · Wikidata zu Haus (Q29580818)                   | Haus KGS-Nr.: 15793                   | B    | G   | Stammrain 17 645862 / 237076                   | 1794 erbautes bäuerliches Wohnhaus. Stattlicher vierachsiger Mauerbau unter geknicktem Krüppelwalmdach mit Eckpilastern und Stichbogenfenstern.                                               |
| BW   | Datei hochladen · Wikidata zu Haus (Q29580813)                   | Haus KGS-Nr.: 15794                   | B    | G   | Bühl 18 645759 / 236764                        | 1788 erbautes bäuerliches Wohnhaus. Stattlicher, von Ecklisenen gefasster Putzbau unter geknicktem Gerschilddach mit strassenseitiger Giebellaube auf zierbeschnitzten Bügen.                 |
| BW   | Datei hochladen · Wikidata zu Ehemalige Post (Q29580803)         | Ehemalige Post KGS-Nr.: 15795         | B    | G   | Wittwil, Dorfstrasse 33 645445 / 237915        | 1785 erbautes Bürgerhaus, einst als Postbüro genutzt. Zweigeschossiger Mauerbau unter Gerschilddach mit Giebelründe und Bügen.                                                                |
| ja   | Datei hochladen · Wikidata zu Ehemaliges Zehntenhaus (Q29580805) | Ehemaliges Zehntenhaus KGS-Nr.: 15796 | B    | G   | Kirchleeraustrasse 2 646053 / 237051           | 1692 erbautes und 1759 erweitertes Zehntenhaus. Imposanter lang gestreckter Mauerbau unter mächtigem gekrümmtem Gerschilddach; vier markante Eckpfeiler.                                      |
| ja   | Datei hochladen · Wikidata zu Haus (Q29580816)                   | Haus KGS-Nr.: 15797                   | B    | G   | Bühl 53 645734 / 236812                        | 1776 erbauter ländlicher Oberschichtbau. Symmetrischer, zweigeschossiger Mauerbau unter steilem geknicktem Vollwalmdach mit regelmässig verteilten Stichbogenfenstern.                        |
| BW   | Datei hochladen · Wikidata zu Speicher (Q106004921)              | Speicher KGS-Nr.: 15798               | B    | G   | Wittwil, Dorfstrasse 33.2 645403 / 237897      | 1705 erbauter Getreidespeicher in Ständerbauweise mit ringsum geführter Laube und gemauertem Kellergeschoss.                                                                                  |

## Übrige Baudenkmäler
| ID | Foto |                 | Objekt        | Typ | Standort                                  | Beschreibung |
| -- | ---- | --------------- | ------------- | --- | ----------------------------------------- | ------------ |
| 2  | BW   | Datei hochladen | Bauernhaus    | G   | Wittwil, Dorfstrasse 113 645454 / 238151  |              |
| 8  | BW   | Datei hochladen | Bauernhaus    | G   | Wittwil, Bohlistrasse 144 645251 / 237908 |              |
| 13 | BW   | Datei hochladen | Bauernhaus    | G   | Wittwil, Dorfstrasse 122 645435 / 237937  |              |
| 15 | BW   | Datei hochladen | Wohnhaus      | G   | Wittwil, Dorfstrasse 129 645478 / 237854  |              |
| 24 | BW   | Datei hochladen | Schulhaus     | G   | Dorfstrasse 171 645578 / 237443           |              |
| 32 | BW   | Datei hochladen | Speicher      | G   | Stammrain 71 645850 / 237121              |              |
| 33 | BW   | Datei hochladen | Wohnhaus      | G   | Stammrain 69 645857 / 237077              |              |
| 35 | BW   | Datei hochladen | Wohnhaus      | G   | Stammrain 65 645827 / 237034              |              |
| 36 | BW   | Datei hochladen | Alte Sägerei  | G   | An der Suhre 10 645918 / 237085           |              |
| 37 | BW   | Datei hochladen | Wohnhaus      | G   | An der Suhre 11 645940 / 237049           |              |
| 38 | BW   | Datei hochladen | Hochstudhaus  | G   | Bühl 56 645731 / 236864                   |              |
| 41 | BW   | Datei hochladen | Bauernhaus    | G   | Kirchgasse 4 646073 / 237213              |              |
| 48 | BW   | Datei hochladen | Wagenschuppen | G   | Bühl 50 645741 / 236752                   |              |
| 50 | BW   | Datei hochladen | Bauernhaus    | G   | Bühl 38 645819 / 236574                   |              |
| 54 | BW   | Datei hochladen | Hochstudhaus  | G   | Mühleweg 12 645919 / 236945               |              |

Legende: Siehe Legende der Liste der Kulturgüter von nationaler und regionaler Bedeutung. Anstelle der KGS-Nummer wird als Objekt-Identifikator (ID) die Inventar- oder Gebäudenummer in der Bau- und Nutzungsordnung der Gemeinde verwendet.